# عيسى فيليبس
عيسى فيليبس (بالإنجليزية: Isa Phillips)‏ هو منافس ألعاب قوى جامايكي، ولد في 22 أبريل 1984 في كينغستون في جامايكا.

## وصلات خارجية
- عيسى فيليبس على موقع الاتحاد الدولي لألعاب القوى (الإنجليزية)
- عيسى فيليبس على موقع الدوري الماسي (الإنجليزية)
- عيسى فيليبس على موقع أوليمبيديا (الإنجليزية)